# Casa del Bicentenario
La casa del Bicentenario è una casa di epoca romana sepolta durante l'eruzione del Vesuvio del 79 e ritrovata a seguito degli scavi archeologici dell'antica Ercolano: la denominazione deriva dal suo ritrovamento avvenuto esattamente a duecento anni dall'inizio delle prime scoperte di Ercolano.

## Storia

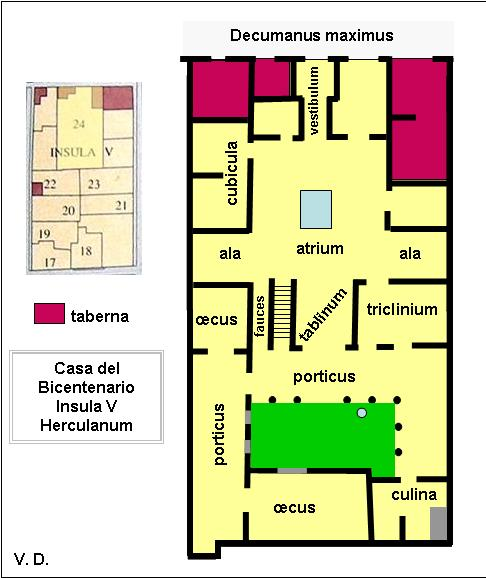
Mappa della casa

La casa venne costruita in età augustea ed era sicuramente, dato l'apparato decorativo, appartenente a una famiglia aristocratica della zona. Venne danneggiata dal terremoto del 62, a cui fecero seguito dei lavori di restauro; in questo periodo, forse a causa della decadenza della famiglia, parte della casa, in particolare il piano superiore, originariamente destinato alla servitù, fu suddiviso e dato in affitto. Non si conosce con precisione a chi appartenesse la casa: è probabile che fosse di proprietà di un membro dalla famiglia Petronii Colatorii, come testimoniato dal ritrovamento delle tavole cerate oppure, ipotesi meno probabile, il liberto di origine etrusca Marco Helvio Eroto, da un sigillo rinvenuto al primo piano, anche se questo poteva essere l'affittuario di quella porzione di casa. Nel 79 venne sepolta dalle colate piroclastiche di fango che interessarono Ercolano durante l'eruzione del Vesuvio.
Fu individuata già durante le esplorazioni archeologiche in epoca borbonica nel XVIII secolo, interessata da scavi con cunicoli, ma fu esplorata dettagliatamente sotto la guida di Amedeo Maiuri tra il 1937 e il 1939: scavata a sterri in modo tale da recuperate materiali e decorazioni, fu allo stesso tempo restaurata secondo i canoni del tempo, ossia ricostruendo le parti mancati e ricollocando gli oggetti in marmo, terracotta e vetro, i mobili e gli elementi architettonici negli stessi posti dove venivano ritrovati. Nel corso dei primi restauri fu ricostruita la scala d'accesso per il primo piano e destarono interesse il ritrovamento di una porta scorrevole carbonizzata, delle tavolette in legno cerate e la forma di una croce nell'intonaco. Fu aperta al pubblico nel 1939. Dopo la seconda guerra mondiale cadde in uno stato di abbandono: gli unici interventi furono alcuni restauri conservativi di quelli effettuati negli anni 1930; a seguito di problemi di stabilità e crolli la casa venne chiusa nel 1983.
Grazie alla collaborazione tra la Fondazione Packard insieme all'Herculaneum Conservation Project e la Sovrintendenza Archeologica di Pompei, a cui succedette poi il Parco archeologico di Ercolano, iniziarono nuovi restauri: nel 2010 si avviarono i lavori di stabilizzazione della casa, nel 2011 furono temporaneamente impermeabilizzati gli ambienti che si affacciavano sul decumano e restaurate le pitture dei muri a graticcio, nel 2014 fu restaurato il cortile e il vecchio accesso al piano superiore e nel 2017 fu definitivamente impermeabilizzata con il rifacimento delle coperture, la messa in sicurezza delle pitture e la sostituzione di alcune travi portanti. Venne riaperta al pubblico nel 2019.

## Descrizione
La casa del Bicentenario affaccia sul decumano massimo, a poca distanza dal foro, nella parte settentrionale dell'Insula V; segue il classico schema delle domus romane, realizzata in opera reticolata in tufo giallo e ha una superficie di circa 600 metri quadrati, 560 per la precisione: in origine doveva avere delle dimensioni maggiore in quanto alcuni ambienti furono ceduti alle vicine case dell'Apollo Citaredo e del Bel Cortile e a una bottega.

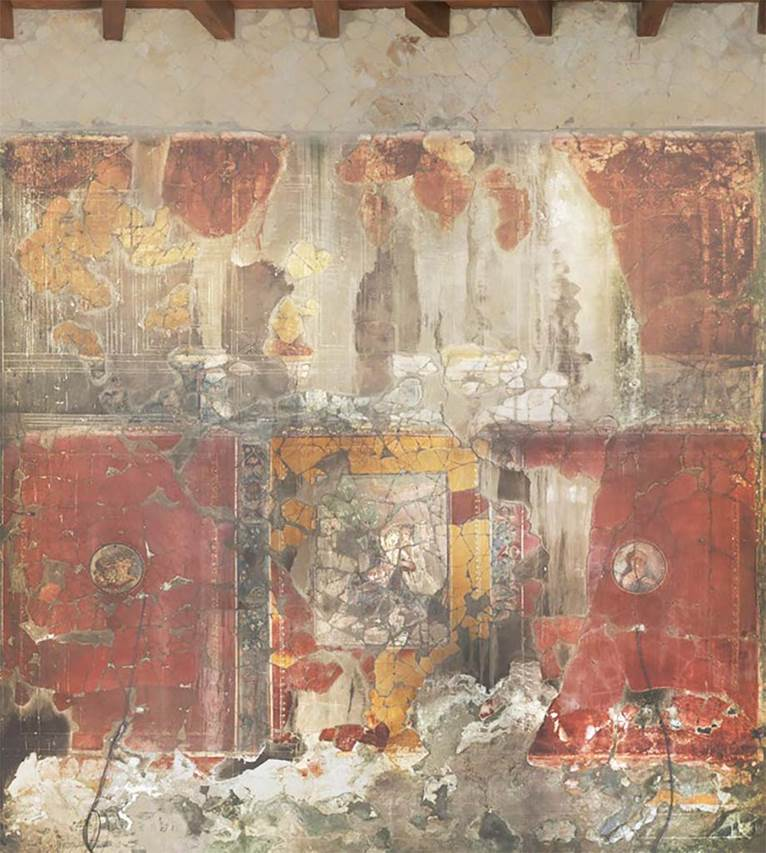
Affreschi del tablino

In ambiente al piano superiore venne ritrovata il 28 gennaio 1938, su una parete intonacata in bianco, un'incisione di una croce con sotto un mobiletto somigliante a una sorta di ara votiva: Amedeo Maiuri riuscì a tenere nascosta la notizia per circa un anno in modo da approfondire con maggiori ricerche se potesse trattarsi della prima testimonianza cristiana al mondo del culto della croce. Tuttavia il 17 giugno 1939 un sacerdote di Ercolano e due accompagnatori, assieme a un custode, fecero visita agli scavi tra cui anche la casa del Bicentenario, riuscendo in qualche modo a vedere la croce: il 21 giugno 1939 su Il Giornale d'Italia, presso cui uno dei due accompagnatori lavorava come giornalista, venne pubblicata la notizia del ritrovamento della croce, accompagnato qualche giorno più tardi da un ulteriore articolo in cui veniva descritto come sotto la croce ci fosse un mobile, immediatamente restaurato, che sembrava essere un inginocchiatoio. Successivamente a questi eventi anche Maiuri ipotizzò che quella casa potesse ospitare delle persone convertite al cristianesimo: inoltre, una serie di fori di chiodi nello spazio della croce, fece supporre che vi fosse inserita una croce in legno nascosta da un telaio con uno sportello e sotto un mobile che fungeva da altare domestico. Negli anni 1970 Stefano De Caro, durante delle indagini a villa Regina a Boscoreale, osservò che alcuni calchi appena realizzati di mensole poggiate su un supporto verticale avevano esattamente la forma di una croce: da ciò si dedusse che anche la cosiddetta croce di Ercolano non fosse altro che una mensola, che gli oggetti in bronzo e terracotta ritrovati nelle vicinanze era ciò che era poggiato sulla mensola e il mobiletto sottostante era un semplice elemento d'arredo.
Le fauci d'ingresso presentano una decorazione ad affresco a scacchi rossi e bianchi; è inoltre possibile osservare il larario posto al piano superiore. Si accede quindi all'atrio tuscanico: si tratta dell'ambiente più ampio della casa, pavimentato a mosaico bianco e nero con al centro la vasca dell'impluvium inserita in una cornica a mosaico a treccia bianca e nera, ornato originariamente, nella parte centrale, da una colonna in marmo che doveva sostenere una fontana; il tetto, alto 5 metri e mezzo, è compluviato. La decorazione pittorica dell'ambiente è in quarto stile, con pannelli a fondi rosso porfido e prospettive architettoniche; sull'atrio affacciano tre cubicoli e due alae: queste due stanze sono caratterizzate da un basso podio su cui dovevano poggiare degli armadi. L'ala di destra conserva una porta, ritrovata carbonizzata e che aveva la funzione di conservare gli oggetti preziosi esposti: la porta è a due battenti scorrevoli, piegati a soffietto con le stecche di legno unite tra loro tramite borchie e decorata nella cornice superiore da figure geometriche a rilievo. Sul fondo dell'atrio si apre il tablino, pavimentato con mosaico bianco e fasce nere e al centro pezzi di marmo disposti a motivi geometrici, incorniciato da un mosaico a traccia, mentre le pitture sono in quarto stile con pannelli a fondo giallo, diventati di colore ocra rossa a seguito delle alte temperature raggiunte durante le colate piroclastiche dell'eruzione del 79, con quadretti centrali raffiguranti a destra Dedalo e Pasife e a sinistra Marte e Venere con amorini, oltre a satiri e Menadi ai lati. Nel tablino è inoltre installato un sistema di monitoraggio per il rilevamento delle condizioni climatiche per preservare l'integrità delle pitture della casa. Alla sinistra del tablino è il triclinio con pavimento a mosaico bianco. Alle spalle del tablino è il peristilio, incentrato attorno a un giardino nel quale sono stati rinvenuti resti di un roseto: il peristilio venne modificato nel corso del I secolo, quando sul lato ovest venne aggiunto il criptoportico e sul lato meridionale venne creata una sala da pranzo; attorno al peristilio sono inoltre un'altra sala di rappresentanza, una cucina e una latina.

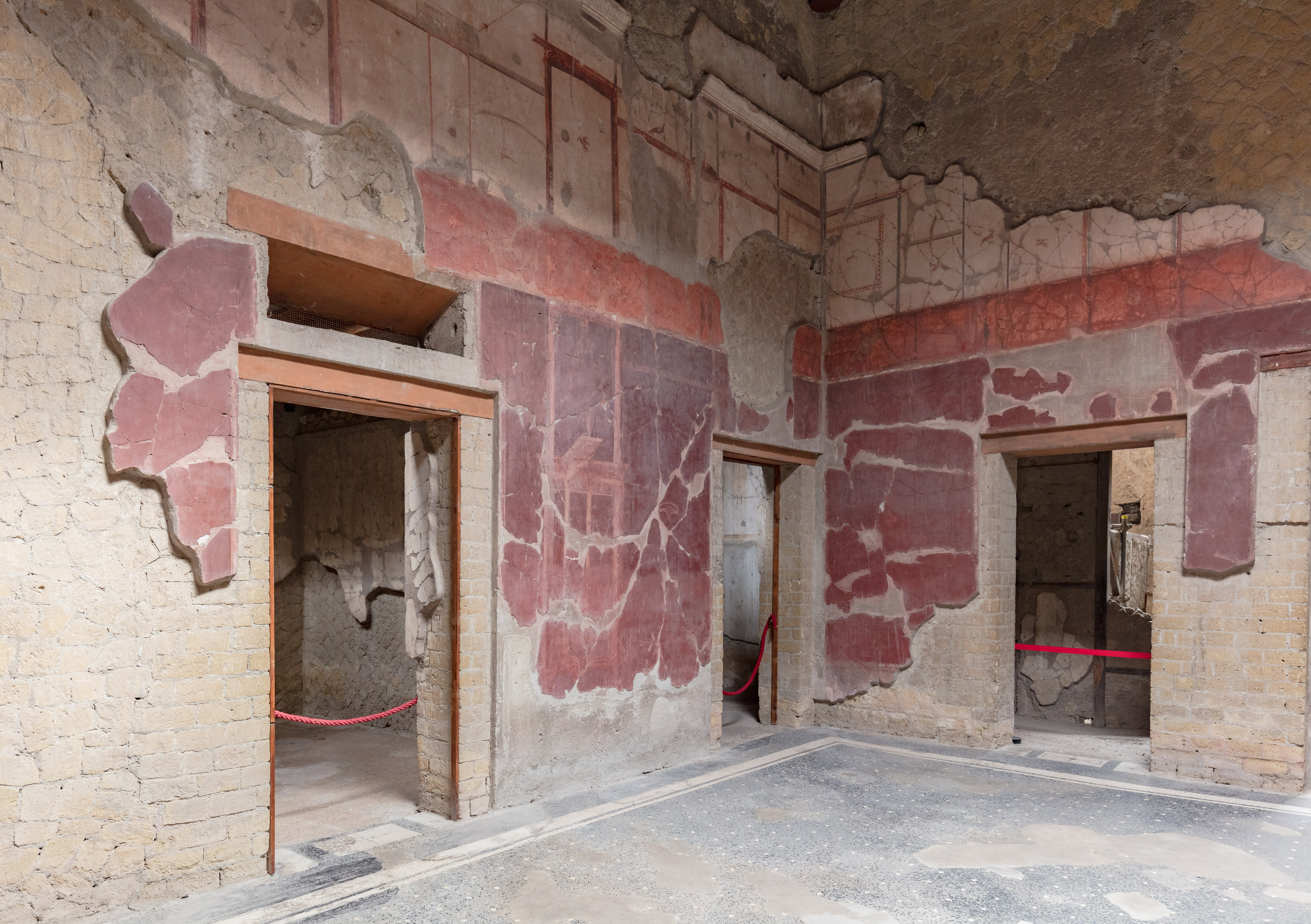
Affreschi dell'atrio

La casa disponeva anche di un piano superiore che si sviluppava lungo la facciata, il lato destro e intorno al peristilio, diviso in due appartamenti: uno aveva accessi tramite scala direttamente dalla strada e da una bottega mentre l'altro da una scala all'interno dal giardino della casa, al lato destro del tablino. Le camere sono divise tramite murature in opus craticium ricoperti da affreschi in quarto stile; la pittura di maggiore fattura è quella di un larario caratterizzato da due agatodemoni tra l'erba che di dirigono verso l'altare dove è posto un uovo, simbolo dell'offerta: tutta la scena è sovrastata da due Lari danzanti con in mano rispettivamente una patera e una cornucopia. Nella stessa stanza, in una nicchia, venne ritrovata al momento dello scavo una statuetta in legno carbonizzata che non fu possibile recuperare: fu ritrovato inoltre un sigillo che riporta il nome M. Helvi Erotis, un busto in marmo, forse raffigurante proprio Marco Helvio Eroto, una statua in marmo di Venere appoggiata a un'erma di Priapo e un unguentario a forma di colomba; in una camera attigua vennero ritrovate tre statuetta in bronzo ritraenti Giove, Minerva e Mercurio. In un altro ambiente furono ritrovate delle tavolette in legno cerate e un papiro che documentavano eventi della vita ad Ercolano negli anni immediatamente precedenti all'eruzione del 79; in particolare veniva descritto un processo dove Calatoria Themis, accusava Petronia Justa di non essere una liberta, in quanto al momento della nascita la madre, Petronia Vitalis, non era stata ancora affrancata dal defunto marito di Themis, Caio Petronio Stefano: del processo, di cui si discussero due cause anche a Roma, non si conosce l'esito finale ma è probabile che il verdetto sia stato a favore di Justa.